# 5682 Beresford
Az 5682 Beresford (ideiglenes jelöléssel 1990 TB) egy marsközeli kisbolygó. Robert H. McNaught fedezte fel 1990. október 9-én.